# Ruta Estatal de Nevada 760
La Ruta Estatal de Nevada 760, y abreviada SR 760 (en inglés: Nevada State Route 760) es una carretera estatal estadounidense ubicada en el estado de Nevada. La carretera inicia en el Oeste desde la Nevada Beach hacia el Este en la  US 50     en Zephyr Cove. La carretera tiene una longitud de 1 km (0.603 mi).

## Mantenimiento
Al igual que las autopistas interestatales, y las rutas federales y el resto de carreteras estatales, la Ruta Estatal de Nevada 760 es administrada y mantenida por el Departamento de Transporte de Nevada por sus siglas en inglés Nevada DOT.

## Cruces
La Ruta Estatal de Nevada 760 es atravesada principalmente por la .